# NGC 2874
NGC 2874 is een balkspiraalstelsel in het sterrenbeeld Leeuw. Het hemelobject werd op 15 maart 1784 ontdekt door de Duits-Britse astronoom William Herschel.

## Synoniemen
- UGC 5021
- IRAS 09230+1138
- MCG 2-24-10
- ZWG 62.34
- KCPG 202B
- PGC 26740